# Kremlin Cup
Kremlin Cup er en professionel tennisturnering for både mænd og kvinder, som blev suspenderet i 2022, grundet Ruslands invasion af Ukraine 2022. Den blev spillet hvert år i oktober på indendørs hardcourt-baner i Olimpijskij i Moskva, Rusland.
Turneringen var kategoriseret som en ATP Tour 250-turnering på mændenes ATP Tour og som en WTA 500-turnering på kvindernes WTA Tour, hvor den blev afviklet som den sidste turnering inden sæsonslutspillet WTA Finals, hvorfor dens resultater ofte var afgørende for hvilke spillere, der besatte de sidste ledige pladser ved WTA Finals.

## Historie
Fra begyndelsen i 1990 tilhørte turneringen kategorien ATP World Series på mændenes ATP Tour, hvilket var tourens laveste kategori. På trods af en tredobling af præmiesummen fra $ 325.000 i 1993 til $ 1.100.000 i 1994 forblev Kremlin Cup i den kategori indtil 2000, hvor den i forbindelse med en reform af tourens kategorisystem havnede i kategorien ATP International Series, hvilket dog fortsat var den laveste kategori. I 2008 omlagde touren igen sine turneringskategorier, men Kremlin Cup forblev i den laveste kategori, som herefter gik under navnet ATP World Tour 250, og som fra 2019 videreførtes under betegnelsen ATP Tour 250.
Kvindernes turnering afvikledes for første gang i 1994 under navnet Moscow Ladies Open, hvor den var en del af WTA Tour i kategorien WTA Tier III, hvilket var den næstlaveste kategori. I 1996 skiftede kvindeturneringen navn til Kremlin Cup, og præmiesummen steg samtidig fra $ 161.250 til $ 400.000, men turneringen for blev i WTA Tier III. Året efter blev præmierne igen mere end fordoblet til $ 926.250, og det betød, at den steg i graderne på WTA Tour og herefter tilhørte WTA Tier I som en af tourens største turneringer. WTA omlagde sin kategorier i 2009, og i den forbindelse blev Kremlin Cup placeret i kategorien WTA Premier, som i 2021 blev omlagt til WTA 500.
Siden 2000 er mændenes og kvindernes turnering afviklet samtidig som én samlte turnering.

### Præmier
| Præmiesum | Præmiesum                                     | Præmiesum                                     |
| År        | Mænd                                          | Kvinder                                       |
| --------- | --------------------------------------------- | --------------------------------------------- |
| 1990      | $ 297.000                                     | -                                             |
| 1991      | $ 297.000                                     | -                                             |
| 1992      | $ 315.000                                     | -                                             |
| 1993      | $ 325.000                                     | -                                             |
| 1994      | $ 1.100.000                                   | $ 150.000                                     |
| 1995      | $ 1.125.000                                   | $ 161.250                                     |
| 1996      | $ 1.125.000                                   | $ 400.000                                     |
| 1997      | $ 1.125.000                                   | $ 926.250                                     |
| 1998      | $ 1.125.000                                   | $ 1.000.000                                   |
| 1999      | $ 975.000                                     | $ 1.050.000                                   |
| 2000      | $ 975.000                                     | $ 1.080.000                                   |
| 2001      | $ 975.000                                     | $ 1.185.000                                   |
| 2002      | $ 975.000                                     | $ 1.224.000                                   |
| 2003      | $ 975.000                                     | $ 1.300.000                                   |
| 2004      | $ 975.000                                     | $ 1.300.000                                   |
| 2005      | $ 975.000                                     | $ 1.300.000                                   |
| 2006      | $ 975.000                                     | $ 1.340.000                                   |
| 2007      | $ 975.000                                     | $ 1.340.000                                   |
| 2008      | $ 1.024.000                                   | $ 1.340.000                                   |
| 2009      | $ 1.000.000                                   | $ 1.000.000                                   |
| 2010      | $ 1.000.000                                   | $ 1.000.000                                   |
| 2011      | $ 725.000                                     | $ 721.000                                     |
| 2012      | $ 673.150                                     | $ 740.000                                     |
| 2013      | $ 746.750                                     | $ 795.707                                     |
| 2014      | $ 776.620                                     | $ 710.000                                     |
| 2015      | $ 698.325                                     | $ 768.000                                     |
| 2016      | $ 717.250                                     | $ 823.888                                     |
| 2017      | $ 745.940                                     | $ 790.208                                     |
| 2018      | $ 856.445                                     | $ 867.766                                     |
| 2019      | $ 840.130                                     | $ 966.900                                     |
| 2020      | Aflyst                                        | Aflyst                                        |
| 2021      | $ 697.125                                     | $ 565.530                                     |
| 2022      | Aflyst pga. Ruslands invasion af Ukraine 2022 | Aflyst pga. Ruslands invasion af Ukraine 2022 |
| 2023      | Aflyst pga. Ruslands invasion af Ukraine 2022 | Aflyst pga. Ruslands invasion af Ukraine 2022 |

### Tilskuertal
| Tilskuertal | Tilskuertal | Tilskuertal |
| År          | Tilskuere   |             |
| ----------- | ----------- | ----------- |
| 2014        | 65.190      |             |
| 2015        | 68.035      |             |
| 2016        | 68.200      |             |

## Vindere og finalister

### Herresingle
| År   | Vinder (titel nr.)                            | Finalist                                      | Finaleresultat                                |
| ---- | --------------------------------------------- | --------------------------------------------- | --------------------------------------------- |
| 1990 | Andrej Tjerkasov (1)                          | Tim Mayotte                                   | 6–2, 6–1                                      |
| 1991 | Andrej Tjerkasov (2)                          | Jakob Hlasek                                  | 7–6(2), 3–6, 7–6(5)                           |
| 1992 | Marc Rosset (1)                               | Carl-Uwe Steeb                                | 6–2, 6–2                                      |
| 1993 | Marc Rosset (2)                               | Patrik Kühnen                                 | 6–4, 6–3                                      |
| 1994 | Alekandr Volkov (1)                           | Chuck Adams                                   | 6–2, 6–4                                      |
| 1995 | Carl-Uwe Steeb (1)                            | Daniel Vacek                                  | 7–6(5), 3–6, 7–6(6)                           |
| 1996 | Goran Ivanišević (1)                          | Jevgenij Kafelnikov                           | 3–6, 6–1, 6–3                                 |
| 1997 | Jevgenij Kafelnikov (1)                       | Petr Korda                                    | 7–6(2), 6–4                                   |
| 1998 | Jevgenij Kafelnikov (2)                       | Goran Ivanišević                              | 7–6(2), 7–6(5)                                |
| 1999 | Jevgenij Kafelnikov (3)                       | Byron Black                                   | 7–6(2), 6–4                                   |
| 2000 | Jevgenij Kafelnikov (4)                       | David Prinosil                                | 6–2, 7–5                                      |
| 2001 | Jevgenij Kafelnikov (5)                       | Nicolas Kiefer                                | 6–4, 7–5                                      |
| 2002 | Paul-Henri Mathieu (1)                        | Sjeng Schalken                                | 4–6, 6–2, 6–0                                 |
| 2003 | Taylor Dent (1)                               | Sargis Sargsian                               | 7–6(5), 6–4                                   |
| 2004 | Nikolaj Davydenko (1)                         | Greg Rusedski                                 | 3–6, 6–3, 7–5                                 |
| 2005 | Igor Andrejev (1)                             | Nicolas Kiefer                                | 5–7, 7–6(3), 6–2                              |
| 2006 | Nikolaj Davydenko (2)                         | Marat Safin                                   | 6–4, 5–7, 6–4                                 |
| 2007 | Nikolaj Davydenko (3)                         | Paul-Henri Mathieu                            | 7–5, 7–6(9)                                   |
| 2008 | Igor Kunitsyn (1)                             | Marat Safin                                   | 7–6(6), 6–7(4), 6–3                           |
| 2009 | Mikhail Juzjnyj (1)                           | Janko Tipsarević                              | 6–7(5), 6–0, 6–4                              |
| 2010 | Viktor Troicki (1)                            | Marcos Baghdatis                              | 3–6, 6–4, 6–3                                 |
| 2011 | Janko Tipsarević (1)                          | Viktor Troicki                                | 6–4, 6–2                                      |
| 2012 | Andreas Seppi (1)                             | Thomaz Bellucci                               | 3–6, 7–6(3), 6–3                              |
| 2013 | Richard Gasquet (1)                           | Mikhail Kukusjkin                             | 4–6, 6–4, 6–4                                 |
| 2014 | Marin Čilić (1)                               | Roberto Bautista Agut                         | 6–4, 6–4                                      |
| 2015 | Marin Čilić (2)                               | Roberto Bautista Agut                         | 6–4, 6–4                                      |
| 2016 | Pablo Carreño Busta (1)                       | Fabio Fognini                                 | 4–6, 6–3, 6–2                                 |
| 2017 | Damir Džumhur (1)                             | Ričardas Berankis                             | 6–2, 1–6, 6–4                                 |
| 2018 | Karen Khatjanov (1)                           | Adrian Mannarino                              | 6–2, 6–2                                      |
| 2019 | Andrej Rubljov (1)                            | Adrian Mannarino                              | 6–4, 6–0                                      |
| 2020 | Aflyst pga. COVID-19-pandemien                | Aflyst pga. COVID-19-pandemien                | Aflyst pga. COVID-19-pandemien                |
| 2021 | Aslan Karatsev (1)                            | Marin Čilić                                   | 6–2, 6–4                                      |
| 2022 | Aflyst pga. Ruslands invasion af Ukraine 2022 | Aflyst pga. Ruslands invasion af Ukraine 2022 | Aflyst pga. Ruslands invasion af Ukraine 2022 |
| 2023 | Aflyst pga. Ruslands invasion af Ukraine 2022 | Aflyst pga. Ruslands invasion af Ukraine 2022 | Aflyst pga. Ruslands invasion af Ukraine 2022 |

### Damesingle
| År   | Vinder (titel nr.)                            | Finalist                                      | Finaleresultat                                |
| ---- | --------------------------------------------- | --------------------------------------------- | --------------------------------------------- |
| 1994 | Magdalena Maleeva (1)                         | Sandra Cecchini                               | 7–5, 6–1                                      |
| 1995 | Magdalena Maleeva (2)                         | Jelena Makarova                               | 6–4, 6–2                                      |
| 1996 | Conchita Martínez (1)                         | Barbara Paulus                                | 6–1, 4–6, 6–4                                 |
| 1997 | Jana Novotná (1)                              | Ai Sugiyama                                   | 6–3, 6–4                                      |
| 1998 | Mary Pierce (1)                               | Monica Seles                                  | 7–6(2), 6–3                                   |
| 1999 | Nathalie Tauziat (1)                          | Barbara Schett                                | 2–6, 6–4, 6–1                                 |
| 2000 | Martina Hingis (1)                            | Anna Kurnikova                                | 6–3, 6–1                                      |
| 2001 | Jelena Dokić (1)                              | Jelena Dementjeva                             | 6–3, 6–3                                      |
| 2002 | Magdalena Maleeva (3)                         | Lindsay Davenport                             | 5–7, 6–3, 7–6(4)                              |
| 2003 | Anastasija Myskina (1)                        | Amélie Mauresmo                               | 6–2, 6–4                                      |
| 2004 | Anastasija Myskina (2)                        | Jelena Dementjeva                             | 7–5, 6–0                                      |
| 2005 | Mary Pierce (2)                               | Francesca Schiavone                           | 6–4, 6–3                                      |
| 2006 | Anna Tjakvetadze (1)                          | Nadija Petrova                                | 6–4, 6–4                                      |
| 2007 | Jelena Dementjeva (1)                         | Serena Williams                               | 5–7, 6–1, 6–1                                 |
| 2008 | Jelena Janković (1)                           | Vera Zvonarjova                               | 6–2, 6–4                                      |
| 2009 | Francesca Schiavone (1)                       | Olga Govortsova                               | 6–3, 6–0                                      |
| 2010 | Viktoryja Azaranka (1)                        | Marija Kirilenko                              | 6–3, 6–4                                      |
| 2011 | Dominika Cibulková (1)                        | Kaia Kanepi                                   | 3–6, 7–6(1), 7–5                              |
| 2012 | Caroline Wozniacki (1)                        | Samantha Stosur                               | 6–2, 4–6, 7–5                                 |
| 2013 | Simona Halep (1)                              | Samantha Stosur                               | 7–6(1), 6–2                                   |
| 2014 | Anastasija Pavljutjenkova (1)                 | Irina-Camelia Begu                            | 6–4, 5–7, 6–1                                 |
| 2015 | Svetlana Kuznetsova (1)                       | Anastasija Pavljutjenkova                     | 6–2, 6–1                                      |
| 2016 | Svetlana Kuznetsova (2)                       | Daria Gavrilova                               | 6–2, 6–1                                      |
| 2017 | Julia Görges (1)                              | Darja Kasatkina                               | 6–1, 6–2                                      |
| 2018 | Darja Kasatkina (1)                           | Ons Jabeur                                    | 2–6, 6–7(3), 6–4                              |
| 2019 | Belinda Bencic (1)                            | Anastasija Pavljutjenkova                     | 3–6, 6–1, 6–1                                 |
| 2020 | Aflyst pga. COVID-19-pandemien                | Aflyst pga. COVID-19-pandemien                | Aflyst pga. COVID-19-pandemien                |
| 2021 | Anett Kontaveit (1)                           | Jekaterina Aleksandrova                       | 4–6, 6–4, 7–5                                 |
| 2022 | Aflyst pga. Ruslands invasion af Ukraine 2022 | Aflyst pga. Ruslands invasion af Ukraine 2022 | Aflyst pga. Ruslands invasion af Ukraine 2022 |
| 2023 | Aflyst pga. Ruslands invasion af Ukraine 2022 | Aflyst pga. Ruslands invasion af Ukraine 2022 | Aflyst pga. Ruslands invasion af Ukraine 2022 |

### Herredouble
| År   | Vindere (titel nr.)                           | Finalister                                    | Finaleresultat                                |
| ---- | --------------------------------------------- | --------------------------------------------- | --------------------------------------------- |
| 1990 | Hendrik Jan Davids (1) Paul Haarhuis (1)      | John Fitzgerald Anders Järryd                 | 6–4, 7–6                                      |
| 1991 | Eric Jelen (1) Carl-Uwe Steeb (1)             | Andrej Tjerkasov Aleksandr Volkov             | 6–4, 7–6                                      |
| 1992 | Marius Barnard (1) John-Laffnie de Jager (1)  | David Adams Andrej Olkhovskij                 | 6–4, 3–6, 7–6                                 |
| 1993 | Jacco Eltingh (1) Paul Haarhuis (2)           | Jan Apell Jonas Björkman                      | 6–1, 0–0 opg.                                 |
| 1994 | Jacco Eltingh (2) Paul Haarhuis (3)           | David Adams Andrej Olkhovskij                 | w.o.                                          |
| 1995 | Byron Black (1) Jared Palmer (1)              | Tommy Ho Brett Steven                         | 6–4, 3–6, 6–3                                 |
| 1996 | Rick Leach (1) Andrej Olkhovskij (1)          | Jiří Novák David Rikl                         | 4–6, 6–1, 6–2                                 |
| 1997 | Martin Damm (1) Cyril Suk (1)                 | David Adams Fabrice Santoro                   | 6–4, 6–3                                      |
| 1998 | Jared Palmer (2) Jeff Tarango (1)             | Jevgenij Kafelnikov Daniel Vacek              | 6–4, 6–7, 6–2                                 |
| 1999 | Justin Gimelstob (1) Daniel Vacek (1)         | Andrej Medvedev Marat Safin                   | 6–2, 6–1                                      |
| 2000 | Jonas Björkman (1) David Prinosil (1)         | Jiří Novák David Rikl                         | 6–2, 6–3                                      |
| 2001 | Maks Mirnyj (1) Sandon Stolle (1)             | Mahesh Bhupathi Jeff Tarango                  | 6–3, 6–0                                      |
| 2002 | Roger Federer (1) Maks Mirnyj (2)             | Joshua Eagle Sandon Stolle                    | 6–4, 7–6(0)                                   |
| 2003 | Mahesh Bhupathi (1) Maks Mirnyj (3)           | Wayne Black Kevin Ullyett                     | 6–3, 7–5                                      |
| 2004 | Igor Andrejev (1) Nikolaj Davydenko (1)       | Mahesh Bhupathi Jonas Björkman                | 3–6, 6–3, 6–4                                 |
| 2005 | Maks Mirnyj (4) Mikhail Juzjnyj (1)           | Igor Andrejev Nikolaj Davydenko               | 6–1, 6–1                                      |
| 2006 | Fabrice Santoro (1) Nenad Zimonjić (1)        | František Čermák Jaroslav Levinský            | 6–1, 7–5                                      |
| 2007 | Marat Safin (1) Dmitrij Tursunov (1)          | Tomáš Cibulec Lovro Zovko                     | 6–4, 6–2                                      |
| 2008 | Sergij Stakhovkij (1) Potito Starace (1)      | Stephen Huss Ross Hutchins                    | 7–6(4), 2–6, [10–6]                           |
| 2009 | Pablo Cuevas (1) Marcel Granollers (1)        | František Čermák Michal Mertiňák              | 4–6, 7–5, [10–8]                              |
| 2010 | Igor Kunitsyn (1) Dmitrij Tursunov (2)        | Janko Tipsarević Viktor Troicki               | 7–6(8), 6–3                                   |
| 2011 | František Čermák (1) Filip Polášek (1)        | Carlos Berlocq David Marrero                  | 6–3, 6–1                                      |
| 2012 | František Čermák (2) Michal Mertiňák (1)      | Simone Bolelli Daniele Bracciali              | 7–5, 6–3                                      |
| 2013 | Mikhail Jelgin (1) Denis Istomin (1)          | Ken Skupski Neal Skupski                      | 6–2, 1–6, [14–12]                             |
| 2014 | František Čermák (3) Jiří Veselý (1)          | Sam Groth Chris Guccione                      | 7–6(2), 7–5                                   |
| 2015 | Andrej Rubljov (1) Dmitrij Tursunov (3)       | Radu Albot František Čermák                   | 2–6, 6–1, [10–6]                              |
| 2016 | Juan Sebastián Cabal (1) Robert Farah (1)     | Julian Knowle Jürgen Melzer                   | 7–5, 4–6, [10–5]                              |
| 2017 | Maks Mirnyj (5) Philipp Oswald (1)            | Damir Džumhur Antonio Šančić                  | 6–3, 7–5                                      |
| 2018 | Austin Krajicek (1) Rajeev Ram (1)            | Maks Mirnyj Philipp Oswald                    | 7–6(4), 6–4                                   |
| 2019 | Marcelo Demoliner (1) Matwé Middelkoop (1)    | Simone Bolelli Andrés Molteni                 | 6–1, 6–2                                      |
| 2020 | Aflyst pga. COVID-19-pandemien                | Aflyst pga. COVID-19-pandemien                | Aflyst pga. COVID-19-pandemien                |
| 2021 | Harri Heliövaara (1) Matwé Middelkoop (2)     | Tomislav Brkić Nikola Ćaćić                   | 7–5, 4–6, [11–9]                              |
| 2022 | Aflyst pga. Ruslands invasion af Ukraine 2022 | Aflyst pga. Ruslands invasion af Ukraine 2022 | Aflyst pga. Ruslands invasion af Ukraine 2022 |
| 2023 | Aflyst pga. Ruslands invasion af Ukraine 2022 | Aflyst pga. Ruslands invasion af Ukraine 2022 | Aflyst pga. Ruslands invasion af Ukraine 2022 |

### Damedouble
| År   | Vindere (titel nr.)                           | Finalister                                    | Finaleresultat                                |
| ---- | --------------------------------------------- | --------------------------------------------- | --------------------------------------------- |
| 1994 | Jelena Makarova (1) Jevgenija Manjukova (1)   | Laura Golarsa Caroline Vis                    | 7–6(3), 6–4                                   |
| 1995 | Larisa Neiland (1) Meredith McGrath (1)       | Anna Kurnikova Aleksandra Olsza               | 6–1, 6–0                                      |
| 1996 | Natalija Medvedeva (1) Larisa Neiland (2)     | Silvia Farina Elia Barbara Schett             | 7–6, 4–6, 6–1                                 |
| 1997 | Arantxa Sánchez (1) Natalija Zvereva (1)      | Yayuk Basuki Caroline Vis                     | 5–3 diskv.                                    |
| 1998 | Mary Pierce (1) Natalija Zvereva (2)          | Lisa Raymond Rennae Stubbs                    | 6–3, 6–4                                      |
| 1999 | Lisa Raymond (1) Rennae Stubbs (1)            | Julie Halard-Decugis Anke Huber               | 6–1, 6–0                                      |
| 2000 | Julie Halard-Decugis (1) Ai Sugiyama ()       | Martina Hingis Anna Kurnikova                 | 4–6, 6–4, 7–6(5)                              |
| 2001 | Martina Hingis (1) Anna Kurnikova (1)         | Jelena Dementjeva Lina Krasnorutskaja         | 7–6(1), 6–3                                   |
| 2002 | Jelena Dementjeva (1) Janette Husárová (1)    | Jelena Dokić Nadija Petrova                   | 2–6, 6–3, 7–6(3)                              |
| 2003 | Nadija Petrova (1) Meghann Shaughnessy (1)    | Anastasija Myskina Vera Zvonarjova            | 6–3, 6–4                                      |
| 2004 | Anastasija Myskina (1) Vera Zvonarjova (1)    | Virginia Ruano Paola Suárez                   | 6–3, 4–6, 6–2                                 |
| 2005 | Lisa Raymond (2) Samantha Stosur (1)          | Cara Black Rennae Stubbs                      | 6–2, 6–4                                      |
| 2006 | Květa Peschke (1) Francesca Schiavone (1)     | Iveta Benešová Galina Voskobojeva             | 6–4, 6–7(4), 6–1                              |
| 2007 | Cara Black (1) Liezel Huber (1)               | Viktoryja Azaranka Tatjana Putjek             | 4–6, 6–1, [10–7]                              |
| 2008 | Nadija Petrova (2) Katarina Srebotnik (1)     | Cara Black Liezel Huber                       | 6–4, 6–4                                      |
| 2009 | Marija Kirilenko (1) Nadija Petrova (3)       | Marija Kondratjeva Klára Zakopalová           | 6–2, 6–2                                      |
| 2010 | Gisela Dulko (1) Flavia Pennetta (1)          | Sara Errani María José Martínez Sánchez       | 6–3, 2–6, [10–6]                              |
| 2011 | Vania King (1) Jaroslava Sjvedova (1)         | Anastasia Rodionova Galina Voskobojeva        | 7–6(3), 6–3                                   |
| 2012 | Jekaterina Makarova (1) Jelena Vesnina (1)    | Marija Kirilenko Nadija Petrova               | 6–3, 1–6, [10–8]                              |
| 2013 | Svetlana Kuznetsova (1) Samantha Stosur (2)   | Alla Kudrjavtseva Anastasia Rodionova         | 6–1, 1–6, [10–8]                              |
| 2014 | Martina Hingis (2) Flavia Pennetta (2)        | Caroline Garcia Arantxa Parra Santonja        | 6–3, 7–5                                      |
| 2015 | Darja Kasatkina (1) Jelena Vesnina (2)        | Irina-Camelia Begu Monica Niculescu           | 6–3, 6–7(7), [10–5]                           |
| 2016 | Andrea Hlaváčková (1) Lucie Hradecká (1)      | Daria Gavrilova Darja Kasatkina               | 4–6, 6–0, [10–7]                              |
| 2017 | Tímea Babos (1) Andrea Hlaváčková (2)         | Nicole Melichar Anna Smith                    | 6–2, 3–6, [10–3]                              |
| 2018 | Aleksandra Panova (1) Laura Siegemund (1)     | Darija Jurak Raluca Olaru                     | 6–2, 7–6(2)                                   |
| 2019 | Shuko Aoyama (1) Ena Shibahara (1)            | Kirsten Flipkens Bethanie Mattek-Sands        | 6–2, 6–1                                      |
| 2020 | Aflyst pga. COVID-19-pandemien                | Aflyst pga. COVID-19-pandemien                | Aflyst pga. COVID-19-pandemien                |
| 2021 | Jeļena Ostapenko (1) Kateřina Siniaková (1)   | Nadiia Kitjenok Raluca Olaru                  | 6–2, 4–6, [10–8]                              |
| 2022 | Aflyst pga. Ruslands invasion af Ukraine 2022 | Aflyst pga. Ruslands invasion af Ukraine 2022 | Aflyst pga. Ruslands invasion af Ukraine 2022 |
| 2023 | Aflyst pga. Ruslands invasion af Ukraine 2022 | Aflyst pga. Ruslands invasion af Ukraine 2022 | Aflyst pga. Ruslands invasion af Ukraine 2022 |